# Honzō Wamyō
Honzō Wamyō (本草和名) lit. nom japonais des plantes médicinales, est le plus ancien recueil de plantes médicinales japonais connu. Il a été rédigé par Fukae Sukehito (深根輔仁) dans la 18e année de l'Ère Engi (en 918). Ce livre traduit en japonais les plantes décrites dans l'ouvrage chinois Xinxiu bencao (chinois : 新修本草 ; pinyin : xīn xiū běncǎo), rédigé en 659, sous la dynastie Tang, et quelques autres ouvrages chinois, précise si elles sont produites au Japon, ainsi que leur lieu d'origine (endémisme). Il décrit les médicaments utilisés pendant la période Heian.